# Phalaenopsis pantherina
Phalaenopsis pantherina — эпифитное трявянистое растение семейства Орхидные, или Ятрышниковые (Orchidaceae).
Вид не имеет устоявшегося русского названия, в русскоязычных источниках используется научное название Phalaenopsis pantherina.

## Синонимы
- Polychilos pantherina (Rchb.f.) Shim 1982

## История описания
Описан в 1864 г. Генрихом Райхенбахом по экземпляру из коллекции Хью Лоу.

## Биологическое описание
Моноподиальный эпифит средних размеров.

Стебель короткий, скрыт основаниями 3-6 листьев.
Корни длинные, толстые, хорошо развитые. 

Листья толстые, зеленые, продолговатые, длиной до 18-20 см, шириной — до 4-5 см. 

Цветоносы многолетние, вертикальные, выгнутые, часто разветвленные, зигзагообразные, длиннее листьев. 

Цветки восковой текстуры, диаметром 5-6 см, слабо ароматные или без запаха. Лепестки желто-зеленые с красно-коричневыми крупными пятнами, губа белая с сиреневыми пятнами. Цветки сходны с цветками Phalaenopsis cornu-cervi, но крупнее и ярче. 
 Продолжительность жизни цветка — 2—3 недели. Цветёт в течение всего года, пик цветения — весна и начало лета.

## Ареал, экологические особенности
Борнео, Саравак, Лабуан. 

Равнинные смешанные и горные леса на высотах от 0 до 800 метров над уровнем моря. В кронах высоких деревьев. 

В местах естественного произрастания сезонных температурных колебаний практически нет. Круглый год дневная температура около 30°С, ночная около 24°С. Относительная влажность воздуха — 80-84 %. Сухого сезона нет, среднемесячное количество осадков 100—450 мм. 

Относится к числу охраняемых видов (второе приложение CITES).

## В культуре
В культуре редок. 
 Температурная группа — теплая. Для нормального цветения обязателен перепад температур день/ночь в 5-8°С.
Требования к свету: 1000—1200 FC, 10760—12919 lx.
Цветоносы многолетние, обрезают их только после естественного усыхания. В культуре цветёт в любое время года.
Общая информация о агротехнике в статье Фаленопсис.
В гибридизации почти не используется.

## Первичныегибриды(грексы)
- Datu Chan San-Chang — violacea х pantherina (Tham Chee Keong) 2000
- Doris Blomquist — pantherina х amboinensis (Atmo Kolopaking) 1975
- Jiro Sumichan — fimbriata х pantherina (Atmo Kolopaking) 1981
- Liliana — sanderiana х pantherina (Atmo Kolopaking) 1984
- Mini Paskal — pantherina х javanica (Ayub S Parnata) 1982
- Paskal Terang — pantherina х amabilis (Ayub S Parnata) 1984